# هیراگانا

نحوه نگارش حروف هیراگانا

هیراگانا (به ژاپنی: 平仮名・ひらがな) یکی از دو خط هجانمای زبان ژاپنی است و در کنار کاتاکانا، کانجی و روماجی مولفه‌های اصلیِ سامانه نگارش زبان ژاپنی را تشکیل می‌دهد. هیراگانا و کاتاکانا دو خط هجانما یا کانا در زبان ژاپنی هستند که در آن‌ها هر نویسه یا کاراکتر معرف یک هجا (یا به تعبیر دقیق‌تر یک مورا Mora) است. هر کانا یا یک واج صدادار است مثل あ (آ)، یا واج بی‌صدایی است که به یک واج صدادار ختم می‌شود مثل か (کا). حرف ん (ن) از این قاعده مستثنی است و به واج صداداری ختم نمی‌شود. ن صدای خیشومی پرطنینی است که بسته به حالت‌های مختلف همچون م، ن یا نگ (ŋ) ادا می‌شود.

## استفاده از هیراگانا
هیراگانا برای نوشتن واژه‌های بومی ژاپنی که دارای کانجی نیستند یا کانجی آن‌ها کم‌استفاده و بیش از حد رسمی یا برای نویسنده ناشناخته است به کار می‌رود. حروف اضافه و ربط و نشانه مفعول بی‌واسطه و غیر از آن نیز به هیراگانا نوشته می‌شود. نقش دیگر هیراگانا نمایش تلفظ کانجی از طریق حاشیه‌نویسی‌های فوریگانا است. در زبان ژاپنی بخش پایانی یا دنباله فعل و صفت و قید به اقتضای زمان و حالت جمله تغییر می‌کند. این دنباله‌ها با هیراگانا نمایش داده می‌شود. برای نمونه حرف هیراگانای い (ئی) با کانجی 早 (هایا) صفت 早い هایای (سریع) را می‌سازد و حرف هیراگانای く (کو) با همین کانجی قید هایاکو 早く (به سرعت).